# 尼斯基
尼斯基（德語：Niesky，發音：[ˈniːski] ⓘ，發音：[ˈnʲiska]）是德国萨克森州格尔利茨县的城市，曾是下西里西亚上劳西茨县的县治，面积53.81平方千米，2024年12月31日人口为9,274人。

## 友好城市
- 法國 阿尔贝
- 德国 霍尔茨盖林根
- 波蘭 亚沃尔
- 德国 厄尔德
- 捷克 图尔诺夫